# Hybrid Tango II

Hybrid Tango II es el sexto álbum de estudio de Tanghetto. El álbum fue lanzado en mayo de 2014. 
Hybrid Tango II es el primer álbum de estudio por Tanghetto presentando voces ("No me rindo" y "Aires de Buenos Aires" son cantadas por Tabaré Leyton mientras Max Masri interpreta una versión de "Vuelvo al Sur").
Hybrid Tango II es "un experimento en qué Tanghetto intentó recrear -en el contexto de día presente- las influencias traídas por inmigrantes más de hace cien años, trayendo un embrión de tango a vida. En el musical 'conventillo' de hoy, los sonidos son muy diferentes, y así también el resultado."
Producido, Mezclado y Masterizado por Max Masri. La dirección artística por Max Masri y Diego S. Velázquez.
En 2014, el álbum estuvo nominado para un Latin Grammy.

## Canciones
1. "Bohemian Tango" (3:23)
2. "Viveza Criolla" (4:39). (Max Masri, Antonio Boyadjían, Diego S Velazquez,)
3. "El Miedo a la Libertad" (4:08)
4. "No me rindo" (4:39)
5. "Quejas de Bandoneón" (tango Por Juan de Dios Filiberto) (2:48)
6. "Milonga del Chamuyo" (3:16)
7. "Quién me quita lo bailado" (3:35)
8. "Aires de Buenos Aires" (3:36)
9. "A Flor de Piel" (4:50)
10. "Milonguita Burlona" (3:14)
11. "Vuelvo al Sur" (Astor Piazzolla / Pino Solanas) (4:26)
12. "La Traición" (4:32)

Todas las canciones copuestas por Max Masri y Diego S. Velázquez, excepto donde indicado.

## Personal
- Max Masri: sintetizadores, programación y voz en "Vuelvo al Sur"
- Diego S. Velázquez: guitarras acústicas y eléctricas, bajo eléctrico, sintetizadores, programación
- Antonio Boyadjian: piano acústico
- Aldo Di Paolo: piano acústico
- Leandro Ragusa: bandoneón
- Federico Vázquez: bandoneón
- Chao Xu: violoncello y erhu
- Daniel Corrado: batería, percusión
- Fernando Santodomingo: batería en "Vuelvo al Sur"
- Tabaré Leyton: voces en "No me rindo" y "Aires de Buenos Aires"

## Videoclips
Quién me quita lo bailado? (2014)